# 史瓦帝尼奧林匹克和英聯邦運動會協會
史瓦帝尼奧林匹克和英聯邦運動會協會（英語：Eswatini Olympic and Commonwealth Games Association）是史瓦帝尼的國家奧林匹克委員會及專門管理英聯邦運動會事務的機構。該組織成立於1971年，是國際奧林匹克委員會和非洲國家奧林匹克委員會聯合會的成員。1972年，首次派員參加在西德慕尼黑舉行的夏季奧運會。
現時，史瓦帝尼奧林匹克和英聯邦運動會協會的總部設在该國首都墨巴本，现任主席是Mr. Peter Shongwe。

## 資料來源
1. ↑  .   [2014-05-07]. （原始内容存档于2016-06-24）.